# Hilliardiella
Hilliardiella es un género de plantas con flores perteneciente a la familia   Asteraceae. es un género de plantas fanerógamas perteneciente a la familia de las asteráceas. Comprende 8 especies descritas.

## Taxonomía
El género fue descrito por Harold E. Robinson y publicado en Proceedings of the Biological Society of Washington 112(1): 229. 1999.

## Especies
- Hilliardiella aristata (DC.) H.Rob.
- Hilliardiella calyculata (S.Moore) H.Rob.
- Hilliardiella hirsuta H.Rob.
- Hilliardiella nudicaulis (DC.) H.Rob.
- Hilliardiella oligocephala (DC.) H.Rob.
- Hilliardiella pinifolia (Less.) H.Rob.
- Hilliardiella smithiana (Less.) H.Rob.
- Hilliardiella sutherlandii (Harv.) H.Rob.	Accepted